# Möllesjön (Karlshamns kommun)
Möllesjön är en sjö i Karlshamns kommun i Blekinge och ingår i Mieåns huvudavrinningsområde. På grund av en förväxling hade sjön från 1967 namnet Möllegylet på Lantmäteriets kartor. Sjön återfick sitt ursprungliga namn 2023.